# ミヨシ油脂
ミヨシ油脂株式会社（ミヨシゆし 英: Miyoshi Oil & Fat Co.,Ltd.）は、食用油脂、工業用油脂製造を行う会社。

## 概要
東京証券取引所が戦後再開された1949年（昭和24年）から上場している老舗企業である。マーガリン、ショートニング、ラード等の食用加工油脂の生産量は、国内1位。この他、天然油脂原料や石油化学原料を使用したシャンプー・リンスや石鹸・洗剤の原料等を製造している。
2009年（平成21年）11月に日清オイリオ及び山崎製パンから約59億円の出資を受け、両社は各々、ミヨシ油脂の株式10%を保有する筆頭株主となった。
食用油脂事業マーガリン、ショートニング、ラード、粉末油脂、ホイップクリーム、その他食用加工油脂等、約1000種類を製造している。1951年（昭和26年）に発売した業務用マーガリン「ミヨシ食卓用マーガリン」は、ミヨシ坊やと言われる子供の顔をプリントした缶入り商品で、ロングセラー商品となっている。
工業用油脂事業脂肪酸、グリセリン、工業用石鹸、その他工業用油脂等を製造している。
化成品事業繊維用処理剤（柔軟仕上げ剤等）、消泡剤、香粧品原料、その他各種界面活性剤等を製造している。
環境産業製品事業重金属捕集剤、重金属固定剤等を製造販売している。
2020年（令和2年）12月期の連結売上高構成比は食品事業67.6%、油化事業31.7%等となっている。

## 沿革
- 1921年（大正10年）11月 - 繊維工業用石鹸の製造を目的としてミヨシ石鹸工業合資会社を設立。
- 1937年（昭和12年） - ミヨシ化学興業株式会社に改組、脂肪酸、繊維油剤を製造開始。
- 1941年（昭和16年） - 東京工場においてマーガリンの製造を開始、食品油脂の分野に進出。
- 1949年（昭和24年） - ミヨシ油脂株式会社に商号変更。東京証券取引所1部に上場。
- 1950年（昭和25年） - 高級アルコールおよび粉末石鹸の製造を開始。
- 1971年（昭和46年） - 鐘紡との共同出資により、カネボウ石鹸製造（現在のセキセイT&C）を名古屋工場内に設立、化粧石鹸およびシャンプー類の製造を開始。
- 1972年（昭和47年） - アメリカ・マレット社との合弁により、日本マレットを設立、離型油および関連機械の製造販売を開始。大洋漁業（現在のマルハニチロ）との共同出資により、食用油脂の製造を目的とする大洋ミヨシ千葉精油所を設立。
- 1975年（昭和50年） - 重金属吸着用キレート樹脂を開発し、販売を開始。
- 1986年（昭和61年） - 玉の肌石鹸との共同出資により、ミヨシ（現在のミヨシ石鹸）を設立、家庭用トイレタリー商品の販売を開始。
- 1991年（平成3年） - 動・植物油脂類の保管事業を目的とする日本タンクターミナルを買収し系列化、マレーシアの脂肪酸製造会社パームオレオ社に資本参加。
- 1992年（平成4年） - 大洋漁業の社名変更を受け大洋ミヨシ千葉精油所を吸収合併、千葉工場に併合。
- 1996年（平成8年） - 石鹸事業を分離し、ミヨシ石鹸製造（現在のミヨシ石鹸）を設立。
- 2003年（平成15年） - 販売子会社4社を合併しミヨシ商事設立、ミヨシ・インターナショナル・コーポレーション設立、天津吉好食品有限公司設立、ミヨシがミヨシ石鹸製造を吸収合併し、ミヨシ石鹸に商号変更。
- 2016年（平成28年） - 合弁を解消しミヨシ石鹸が玉の肌石鹸の完全子会社となる。
- 2019年（令和元年）  - カフェ・マルガパーネオープン
- 2022年（令和4年）   - サッカークラブ南葛SCとパートナー契約締結
- 2022年（令和4年）   -「えるぼし認定」「くるみん認定」の取得
- 2022年（令和4年）   - ミヨシ未来プラットフォーム公開
- 2024年（令和6年）   - MIYOSHI OIL & FAT MALAYSIA SDN.BHD.設立
- 2024年（令和６年）  - 阿見倉庫稼働
- 2025年（令和7年）   - オリナスタワー(東京都墨田区錦糸町)へ本社移転

## 工場等
- 本社（東京都葛飾区）（食品生産）
- 千葉工場（千葉市美浜区）（食油生産）
- 名古屋工場（愛知県岩倉市）（化成品生産）
- 神戸工場（神戸市長田区）（油脂製品生産）

## 関係会社
- ミヨシ商事（東京都葛飾区、100.0%、油脂系）
- ミヨシ物流（東京都葛飾区、80.6%、その他）
- セキセイT&C（愛知県岩倉市、50.0%、石鹸製造）
- 日本タンクターミナル（千葉市美浜区、43.4%）